# Cromomicosi
La cromomicosi, o cromoblastomicosi, è una micosi sottocutanea causata da un'ampia varietà di funghi dermatiacei.

## Morfologia
Gli agenti patogeni che causano cromoblastomicosi che appartengono a vari generi:
Cladosporium
- Cladosporium carrionii
- Cladosporium bantianum

Exophiala
- Exophiala jeanselmei
- Exophiala spinifera

Fonsecaea
- Fonsecaea compacta
- Fonsecaea pedrosoi

Phialophora
- Phialophora verrucosa
- Phialophora richardsiae

La cromoblastomicosi è caratterizzata dalla comparsa, generalmente alle estremità, di noduli verrucosi biancastri o rosati non dolorosi ma pruriginosi, a crescita lenta e di dimensioni variabili. Con il tempo i noduli sull'arto si moltiplicano e crescono occupando tutto lo spazio disponibile e sfigurandolo. I noduli possono ulcerare. Data la grande varietà di funghi che possono causare cromoblastomicosi è difficoltoso identificare specificatamente quale fungo sia responsabile di un dato caso clinico a causa dei differenti meccanismi di sporulazione di ciascuna delle specie, per cui ci si affida all'esame microscopico. Tutti i funghi responsabili di cromoblastomicosi danno origine nei tessuti colpiti ai corpi di Medlar, chiamati anche cellule muriformi. Le cellule muriformi sono di grandi dimensioni, presentano un colore brunastro per la presenza di melanina e sono spesso divise in quattro segmenti da dei setti interni che conferiscono loro un peculiare aspetto "a castagna".

## Epidemiologia
La cromoblastomicosi è una patologia diffusa ai tropici e in regioni calde, particolarmente in Madagascar, Costa Rica e Sudafrica, ciascuna area presenta un fungo prevalente sugli altri. I funghi che causano la patologia penetrano nell'organismo umano in seguito ad un evento traumatico.

## Diagnosi
La diagnosi della malattia avviene tramite isolamento e coltura dei miceto responsabile ed esame microscopico con identificazione delle cellule muriformi.

## Terapia
Il trattamento è farmacologico e chirurgico. L'intervento di scelta è l'escissione in alternativa si utilizza la criochirurgia con l'uso di azoto liquido.  Per quanto riguarda i farmaci si somministrano itraconazolo 100 mg al giorno, nei casi più gravi si utilizza il posaconazolo (800 mg 2 volte al giorno) in entrambi i casi il trattamento è a lungo termine.